# Pacem in terris
Pacem in Terris je papeška okrožnica (enciklika), ki jo je napisal papež Janez XXIII. leta 1963.
Je ena najbolj znanih papeških okrožnic 20. stoletja in zadnja okrožnica Janeza XXIII., ki je kmalu zatem umrl za rakom.